# Karen Zoid

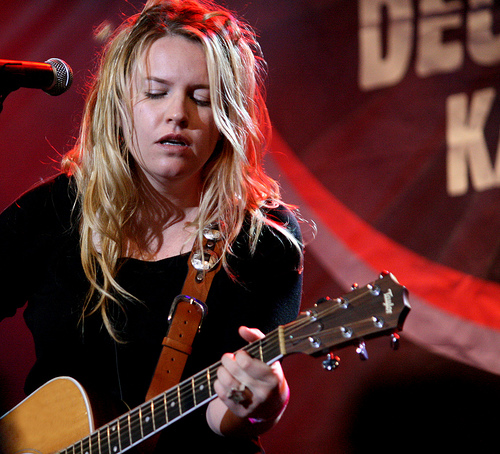
Karen Zoid während eines Konzerts, 2009

Karen Zoid (* 10. August 1978 in Brüssel, Belgien als Karen Louise Greeff) ist eine südafrikanische Sängerin und Komponistin aus Johannesburg, die regelmäßig in den südafrikanischen Charts vertreten ist.

## Leben
Karen Zoid wuchs in Belgien und Johannesburg auf.
Die Musik von Karen Zoid und ihrer Band bewegt sich im Bereich Popmusik/Rockmusik. Die Texte sind entweder in Englisch oder Afrikaans. Zoid ist auch als Komponistin für andere Künstler tätig.

## Diskografie
- Poles Apart (2001)
- Chasing the Sun (2003)
- In Die Staatsteater (2004) (DVD)
- Media (2005)
- Postmodern World (2007)
- Alive in the Postmodern World (DVD) (2008)
- Ultimate Zoid (2009)
- Terms & Conditions (2010)
- Zoid Afrika (2012)
- Drown out the noise (2015)

## Band
Die Band von Karen Zoid besteht aus:
- Don Reinecke (Gitarre)
- Rixi Roman (Bassgitarre)
- Marlon Green (Schlagzeug)